# Маркиз де Мондехар

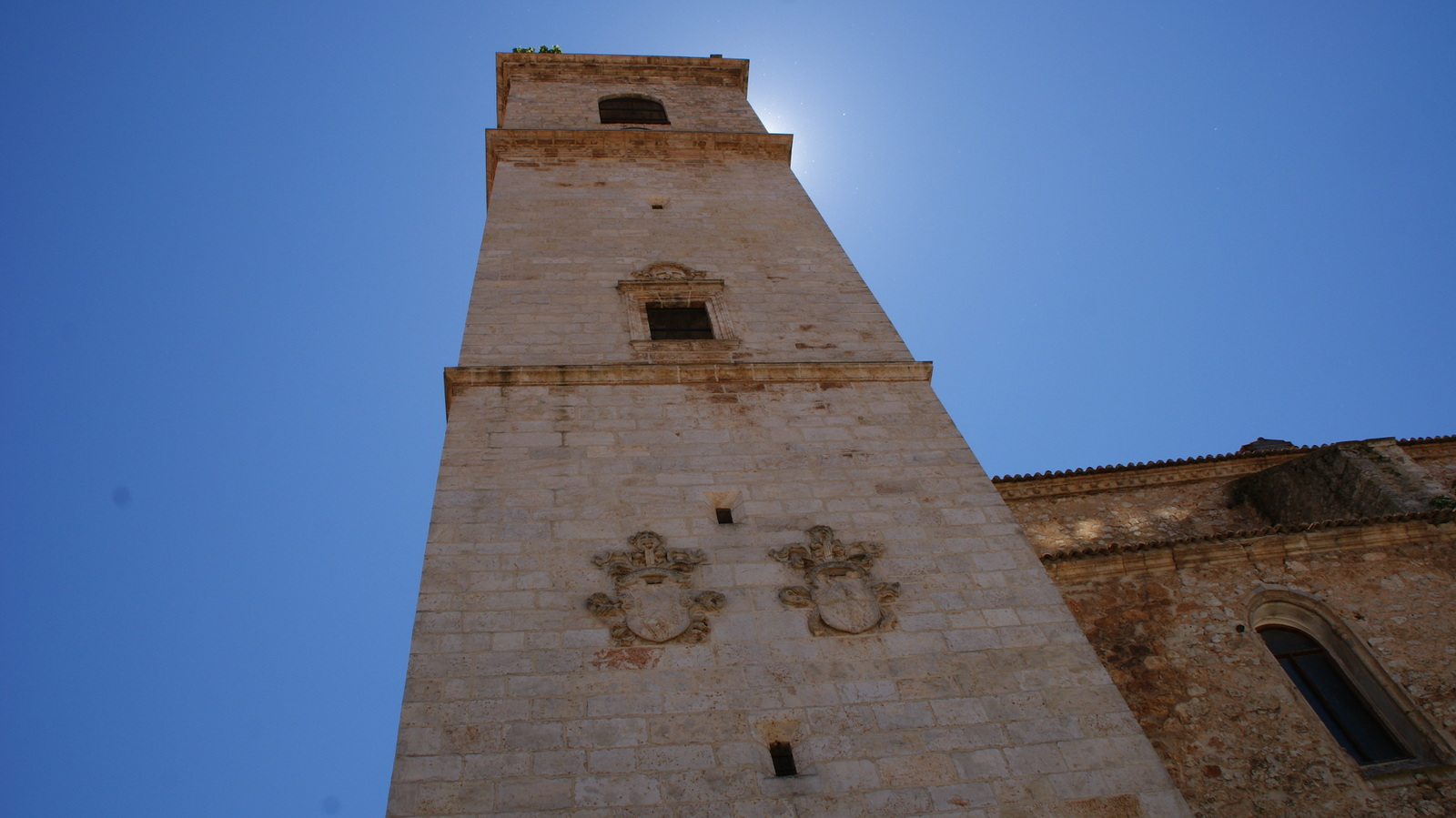
Герб семьи Мендоса, маркизов Мондехар, на башне приходской церкви Санта-Мария-Магдалена в городе Мондехар.

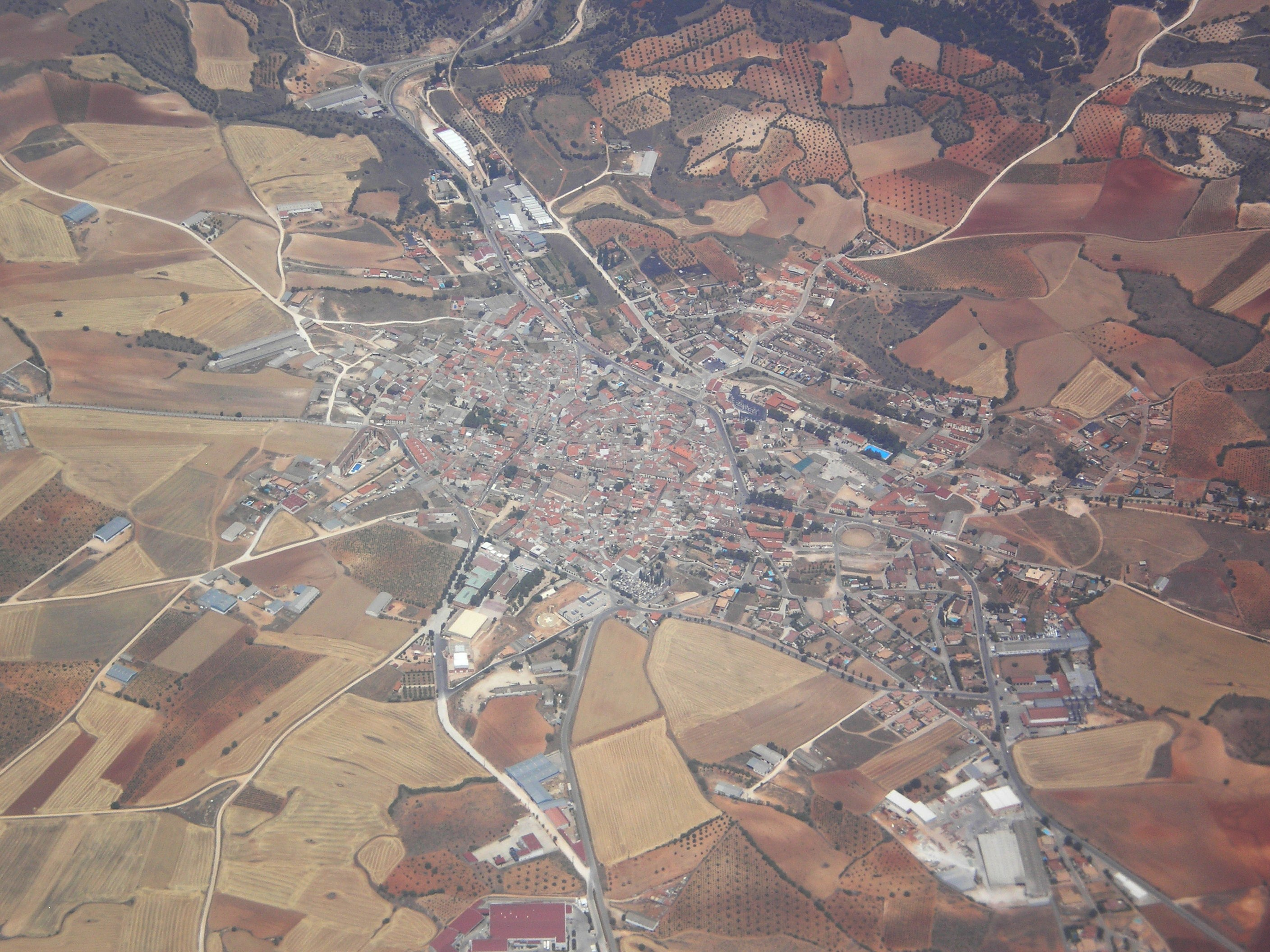
Вид с воздуха на город Мондехар в регионе Ла-Алькаррия и провинции Гвадалахара (Испания).

Маркиз де Мондехар — испанский дворянский титул из Кастилии, который с 1724 года получил достоинство гранда Испании 1-го класса. Он был создан 5 сентября 1512 года Фердинандом Католиком, регентом при своей дочери, королеве Хуане I Кастильской, в пользу Иньиго Лопеса де Мендосы-и-Киньонеса (1440—1515), 2-го графа Тендилья с 1479 года и сеньора Мондехара. Он был известен как Гран Тендилья, наследственный хранитель Альгамбры в Гранаде, генерал-капитан королевства Гранада, комендадор Сокуэльямос в Ордене Сантьяго, посол католических монархов при папе Иннокентии VIII.
Иньиго был братом Диего Уртадо де Мендосы (1444—1502), архиепископа Севильи и второго кардинала в доме Мендоса; сыном Иньиго Лопеса де Мендосы (1419—1479), 1-го графа Тендилья; племянником Диего Уртадо де Мендоса (1417—1479), 1-го герцога дель Инфантадо, и Педро Гонсалеса де Мендосы (1428—1495), архиепископа Толедо и кардинала Испании, и внуком поэта и магната Иньиго Лопеса де Мендосы (1398—1458), маркиз де Сантильяна.
Королевским указом от 9 сентября 1541 года король Испании Карлос I распорядился, чтобы титул графа Тендилья носили старшие сыновья из дома маркизов Мондехар.
Король Испании Филипп V пожаловал дому Мондехар звание гранда Испании 1-го класса указом от 24 июля 1724 года. Первым носителем этого титула стала Хосе де Мендоса и Ибаньес де Сеговия, 10-й маркиз де Мондехар. Хотя впервые пожизненный титул гранда получил Луис Уртадо де Мендоса-и-Пачеко, 2-й маркиз де Мондехар, по-видимому, который он получил от короля Карлоса около 1530 года, который был подтвержден королем Филиппом II в 1556 году.
Название маркизата происходит от названия города и муниципалитета Мондехар. Этот город, как и город Тендилья и основные поместья дома Мендосы — те, которые составляли майорат Инфантадо со штаб-квартирой во дворце с таким титулом в городе Гвадалахара, — принадлежат региону Алькаррия и нынешней провинции Гвадалахара, в географическом центре Испании и недалеко от двора (поскольку Филипп II закрепил его в Мадриде).

## Сеньория де Мондехар
Иньиго Лопес де Мендоса-и-Киньонес, Гран Тендилья, владел городом Мондехар, купив его у католических монархов, которые конфисковали его в начале своего правления, но он был преемником прежних сеньоров по очень длинным титулам, поскольку он имел половину юрисдикции по наследству своих родителей и половину по праву Марины Лассо де ла Вега-и-Мендоса, его первой жены и двоюродной сестры. Сложный процесс, посредством которого это поместье было присоединено к вотчине Мендосы, является очень наглядным примером матримониальной стратегии линии, направленной в данном случае на округление его владений.
Во второй трети XV века юрисдикция города и муниципалитета Мондехар была разделена на несколько голосов или частей, и две дамы разного происхождения принесли некоторые из них в качестве приданого, когда они вышли замуж за двух разных детей 1-го маркиза Сантильяна. Действительно, меньшая часть принадлежала Диего Фернандесу де Киньонесу и Марии де Толедо, сеньорам Луны, которые около 1440 года отправили её в качестве приданого своей дочери Эльвире де Киньонес, когда они выдали ее замуж за Иньиго Лопеса де Мендоса, 1-го графа Тендилья, второго сын упомянутого маркиза. Графы Тендилья увеличили свою долю юрисдикции, купив другие голоса, пока они не достигли половины, за которую «они продали город Монестерио и его места Кампильо и Лас-Посас», а в 1478 году они основали наследственный майорат в пользу своего старшего сына.
А другая половина города принадлежала семье Каррильо, из второстепенной линии сеньоров Ормаза. В середине века он принадлежал Хуану Каррильо де Толедо, прозванному сеньором Мондехаром, и Марии де Сандоваль, его жене, которая подарила его своей дочери Инес Каррильо, когда они выдали её замуж за Педро Лассо де Мендоса, четвертого сына 1-го маркиз Сантильяна. У них была его старшая дочь Каталина Лассо де ла Вега, вышедшая замуж за Луиса де ла Серда-и-де-ла-Вега, своего двоюродного брата, 1-го герцога Мединасели. И Каталина отправила ее в качестве приданого к своей сестре Марине Лассо де Мендоса, когда та вышла замуж за другого своего двоюродного брата: 2-го графа Тендилья, наследника другой половины юрисдикции, как было сказано. Позже по этому поводу последовал судебный процесс между графом Тендилья и его шурином Педро де Кастилья, вторым мужем Каталины Лассо.
Эти сложные родовые операции оказались напрасными, потому что католические короли в начале своего правления конфисковали город Мондехар и приказали снести его замок, чтобы наказать род Мендоса за поддержку Хуаны Бельтранехи в Войне за кастильское наследство. В 1486 году Иньиго Лопес де Мендоса, 2-й граф Тендилья, посол в Риме в то время, выкупил его у короны за двенадцать миллионов мараведи, осуществляя судебное разбирательство в качестве преемника титула бывших сеньоров, а в 1512 году ему был пожалован титул маркиза Мондехара. Марина Лассо, его первая жена и наследница семьи Каррильо, умерла бесплодной. Титул маркиза де Мондехар унаследовала его потомки от второго брака.

## Список маркизов Мондехар
| №                                                    | Титул                                                             | Период                                               | Комментарий                                          |
| Креация создана королевой Кастилии Хуаной I Безумной | Креация создана королевой Кастилии Хуаной I Безумной              | Креация создана королевой Кастилии Хуаной I Безумной | Креация создана королевой Кастилии Хуаной I Безумной |
| ---------------------------------------------------- | ----------------------------------------------------------------- | ---------------------------------------------------- | ---------------------------------------------------- |
| I                                                    | Иньиго Лопес де Мендоса-и-Киньонес, эль Гран Тендилья             | 1512—1515                                            |                                                      |
| II                                                   | Луис Уртадо де Мендоса-и-Пачеко                                   | 1515—1566                                            | Сын предыдущего                                      |
| III                                                  | Иньиго Лопес де Мендоса-и-Мендоса                                 | 1566—1580                                            | Сын предыдущего                                      |
| IV                                                   | Луис Уртадо де Мендоса-и-Мендоса                                  | 1580—1604                                            | Сын предыдущего                                      |
| V                                                    | Иньиго Лопес де Мендоса                                           | 1604—1647                                            | Сын брата предыдущего                                |
| VI                                                   | Иньиго Лопес де Мендоса-и-Варгас                                  | 1647—1656                                            | Сын предыдущего                                      |
| VII                                                  | Мария Лопес де Мендоса                                            | 1656—1662                                            | Сестра предыдущего                                   |
| VIII                                                 | Франсиска Хуана де Мендоса-и-Кордова                              | 1662—1679                                            | Двоюродная племянница предыдущей                     |
| IX                                                   | Мария Грегория де Мендоса-и-Кордова                               | 1679—1712                                            | Сестра предыдущей                                    |
| X                                                    | Хосе де Мендоса Ибаньес де Сеговия                                | 1712—1734                                            | Сын предыдущей                                       |
| XI                                                   | Николас Луис де Мендоса Ибаньес де Сеговия-и-Веласко              | 1734—1742                                            | Сын предыдущего                                      |
| XII                                                  | Николас Мария де Мендоса Ибаньес де Сеговия-и-Аларкон             | 1742—1767                                            | Сын предыдущего                                      |
| XIII                                                 | Маркос Игнасио де Мендоса Ибаньес де Сеговия-и-Веласко            | 1767—1779                                            | Брат отца предыдущего                                |
| XIV                                                  | Каталина Эулалия де Мендоса Ибаньес де Сеговия-и-Веласко          | 1779 — ок. 1780                                      | Сестра предыдущей                                    |
| XV                                                   | Паскуаль Бенито Бельвис де Монкада-и-Мендоса                      | ок. 1780 — 1781                                      | Сын предыдущей                                       |
| XVI                                                  | Хуан де ла Крус Бельвис де Монкада-и-Писарро                      | 1781—1835                                            | Сын предыдущего                                      |
| XVII                                                 | Антонио Сириако Бельвис де Монкада-и-Толедо                       | 1835—1842                                            | Сын предыдущего                                      |
| XVIII                                                | Хосе Альварес де лас Астуриас-Бохоркес-и-Бельвис де Монкада       | 1842—1852                                            | Сын дочери предыдущего                               |
| XIX                                                  | Иньиго Альварес де лас Астуриас-Бохоркес-и-Бохоркес               | 1857—1883                                            | Сын предыдущего                                      |
| XX                                                   | Мария де лос Долорес Альварес де лас Астуриас-Бохоркес-и-Бохоркес | 1884—1900                                            | Сестра предыдущего                                   |
| XXI                                                  | Мария дель Кармен Альварес де лас Астуриас-Бохоркес-и-Бохоркес    | 1900—1931                                            | Сестра предыдущей                                    |
| XXII                                                 | Мария Луиза Котонер-и-Альварес де лас Астуриас-Бохоркес           | 1936—1948                                            | Дочь предыдущей                                      |
| XXIII                                                | Николас Котонер-и-Котонер                                         | 1952—1996                                            | Сын предыдущей                                       |
| XXIV                                                 | Иньиго Котонер-и-Мартос                                           | 1997 — н. в.                                         | Сын предыдущего                                      |

## Генеалогическая история
Отцом 1-го маркиза де Мондехар был

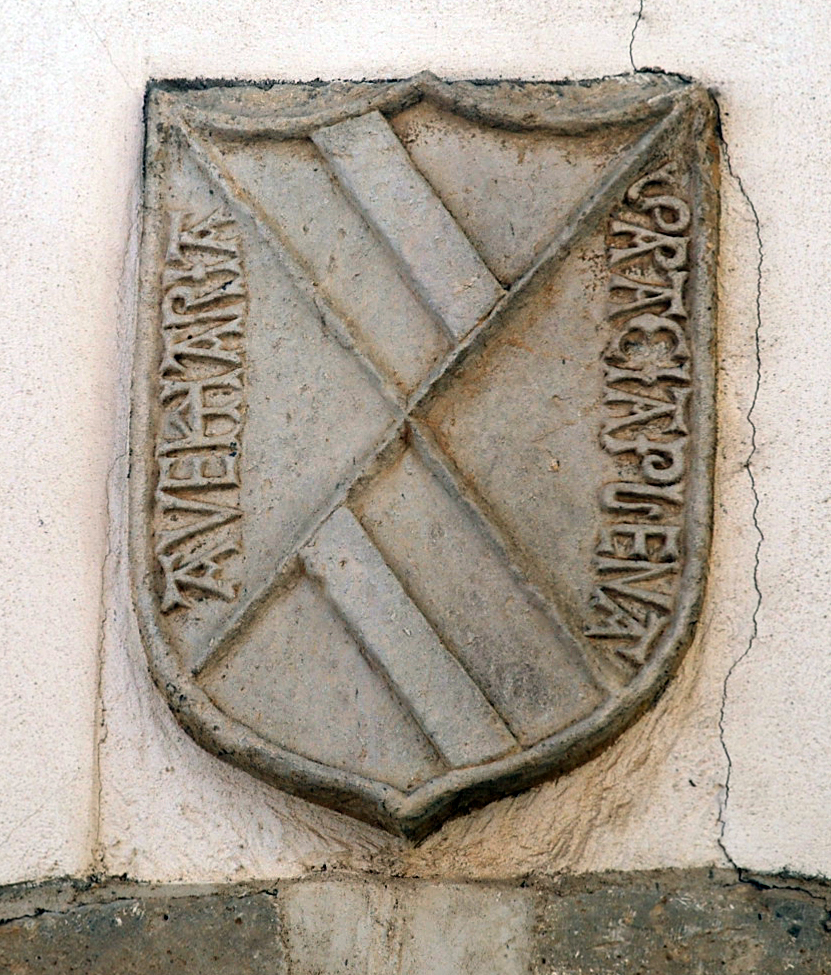
Герб семьи Мендоса де ла Вега, где родился 1-й маркиз Сантильяна

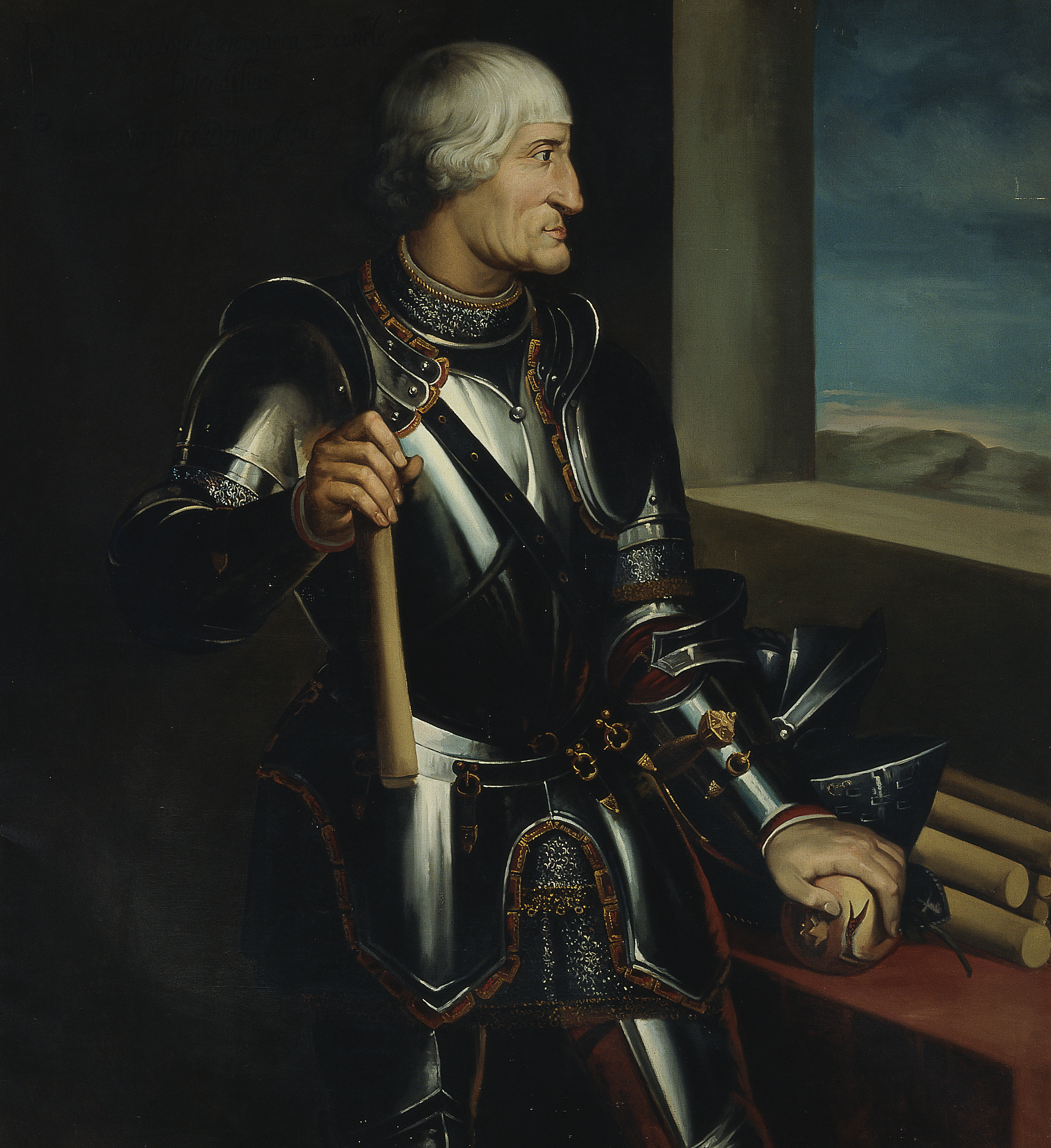
Иньиго Лопес де Мендоса-и-Киньонес, Великий Тендилья, 2-й граф Тендилья и 1-й маркиз Мондехар.

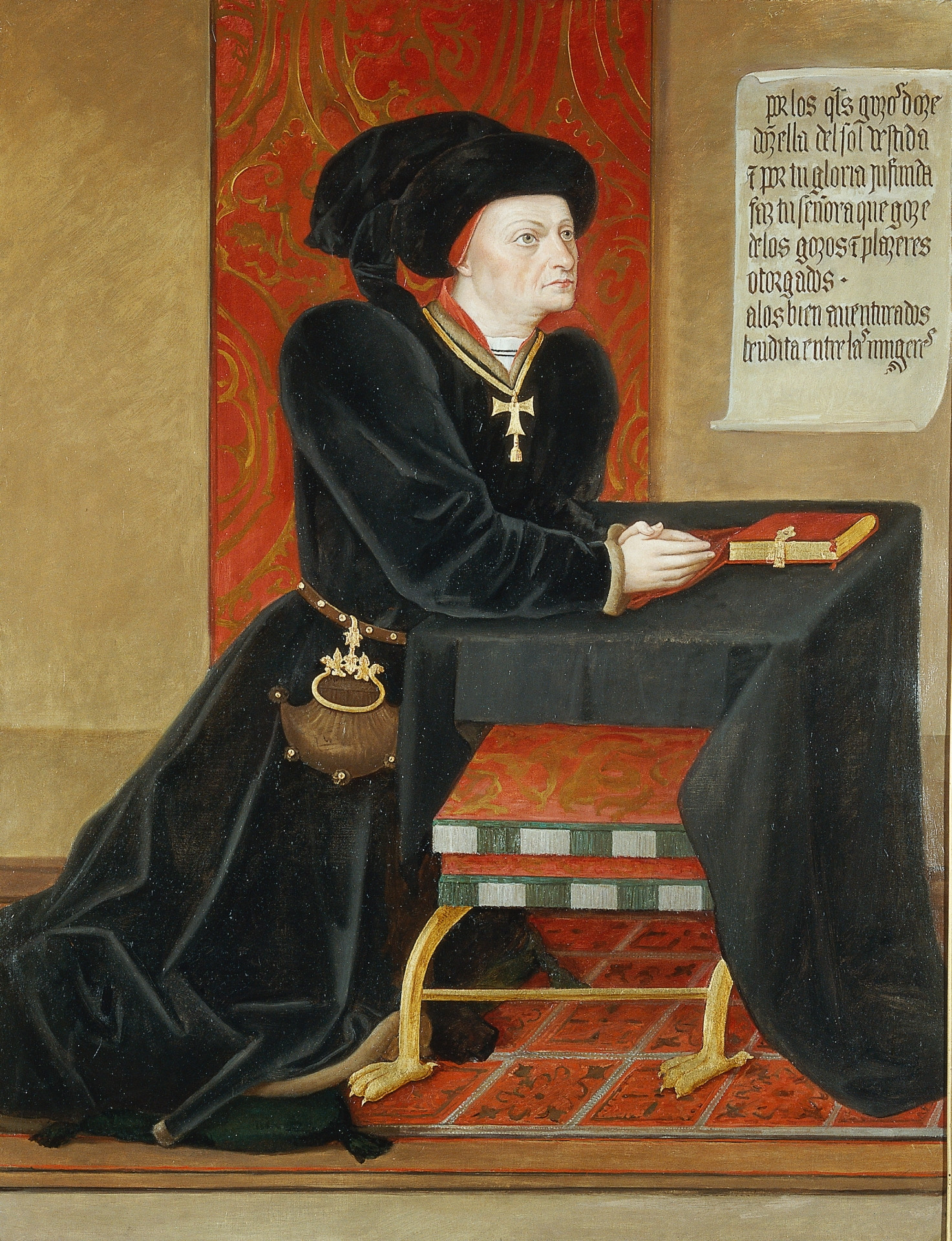
Иньиго Лопес де Мендоса (1398—1458), 1-й маркиз Сантильяна и 1-й граф Реал-де-Мансанарес, сеньор Иты и Буитраго, дед 1-го маркиза Мондехара.

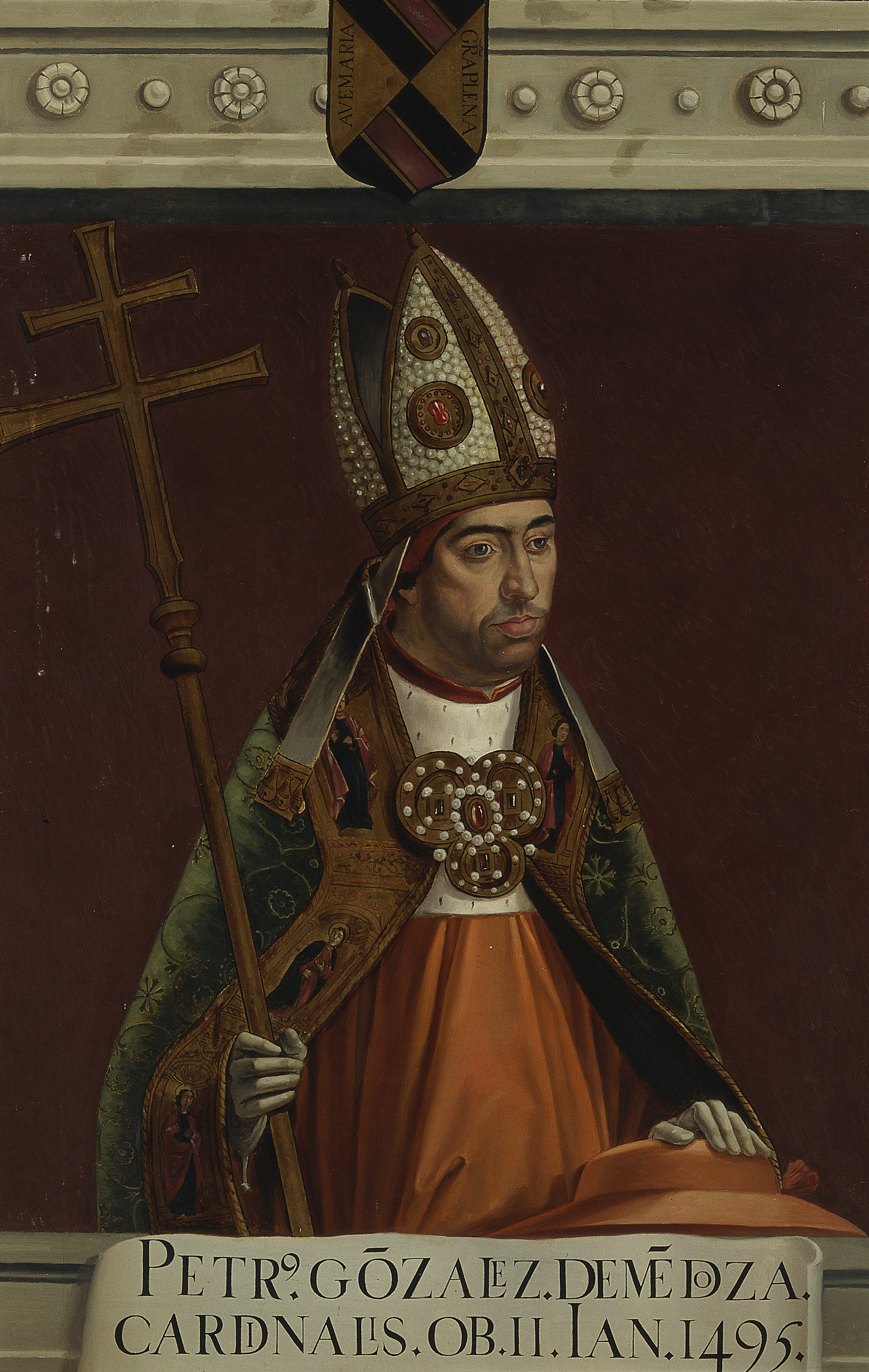
Педро Гонсалес де Мендоса, великий кардинал Испании и архиепископ Толедо, дядя 1-го маркиза Мондехара.

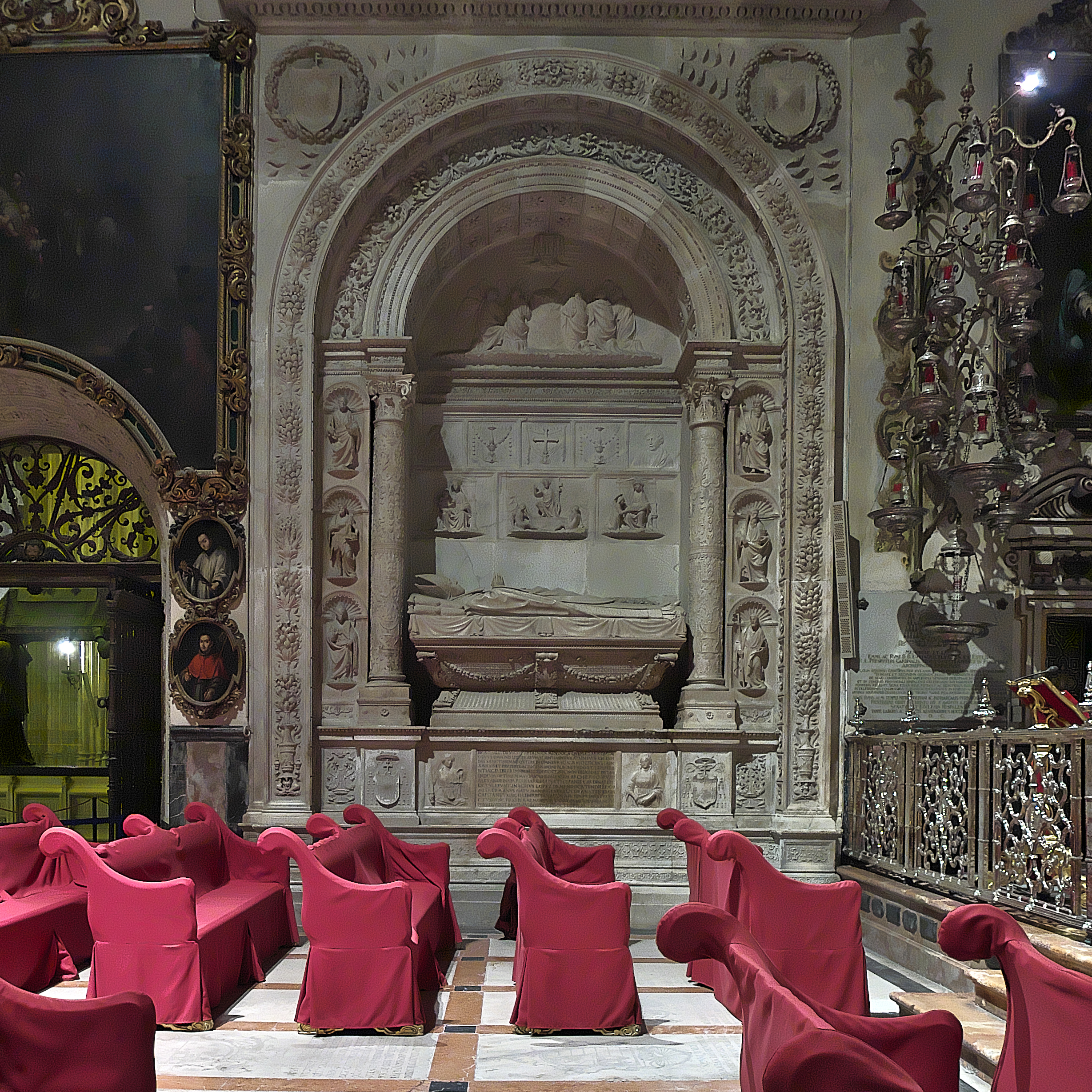
Могила кардинала Диего Уртадо де Мендосы-и-Киньонеса (1444—1502), архиепископа Севильи и патриарха Александрийского, брата 1-го маркиза Мондехара.

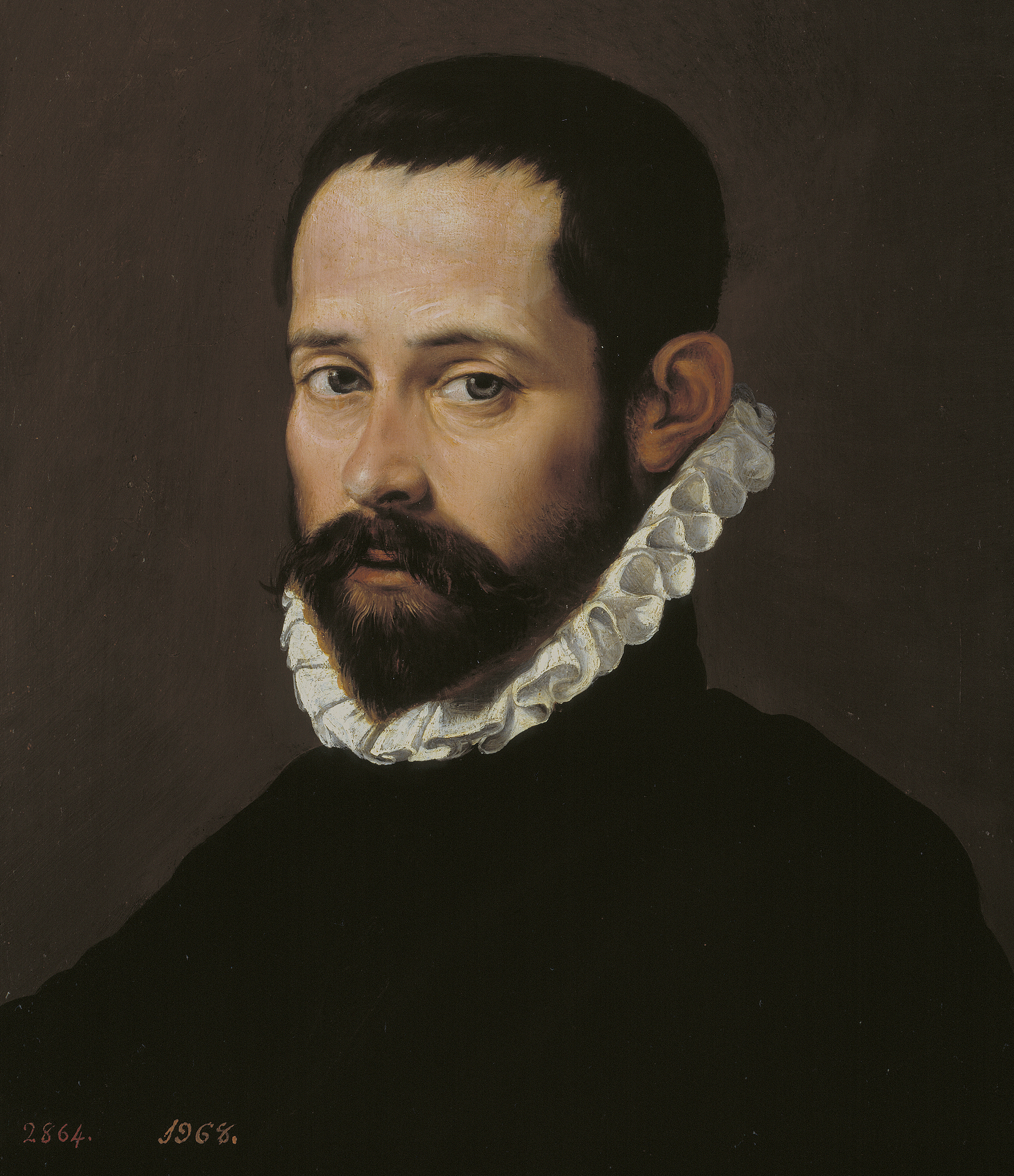
Диего Уртадо де Мендоса, поэт и дипломат, второй сын 1-го маркиза Мондехара.

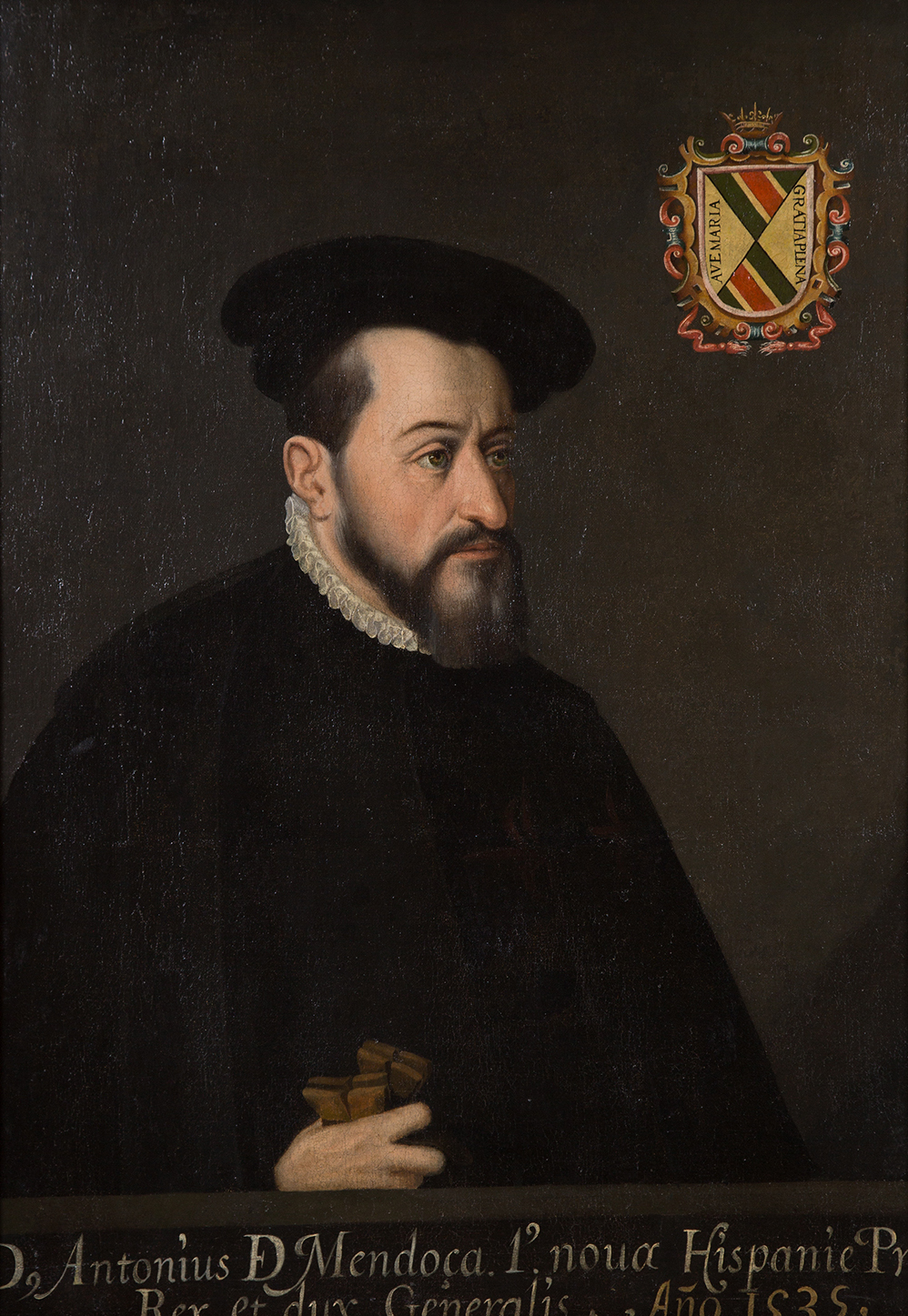
Антонио де Мендоса-и-Пачеко, вице-король Новой Испании и Перу, третий сын 1-го маркиза Мондехара.

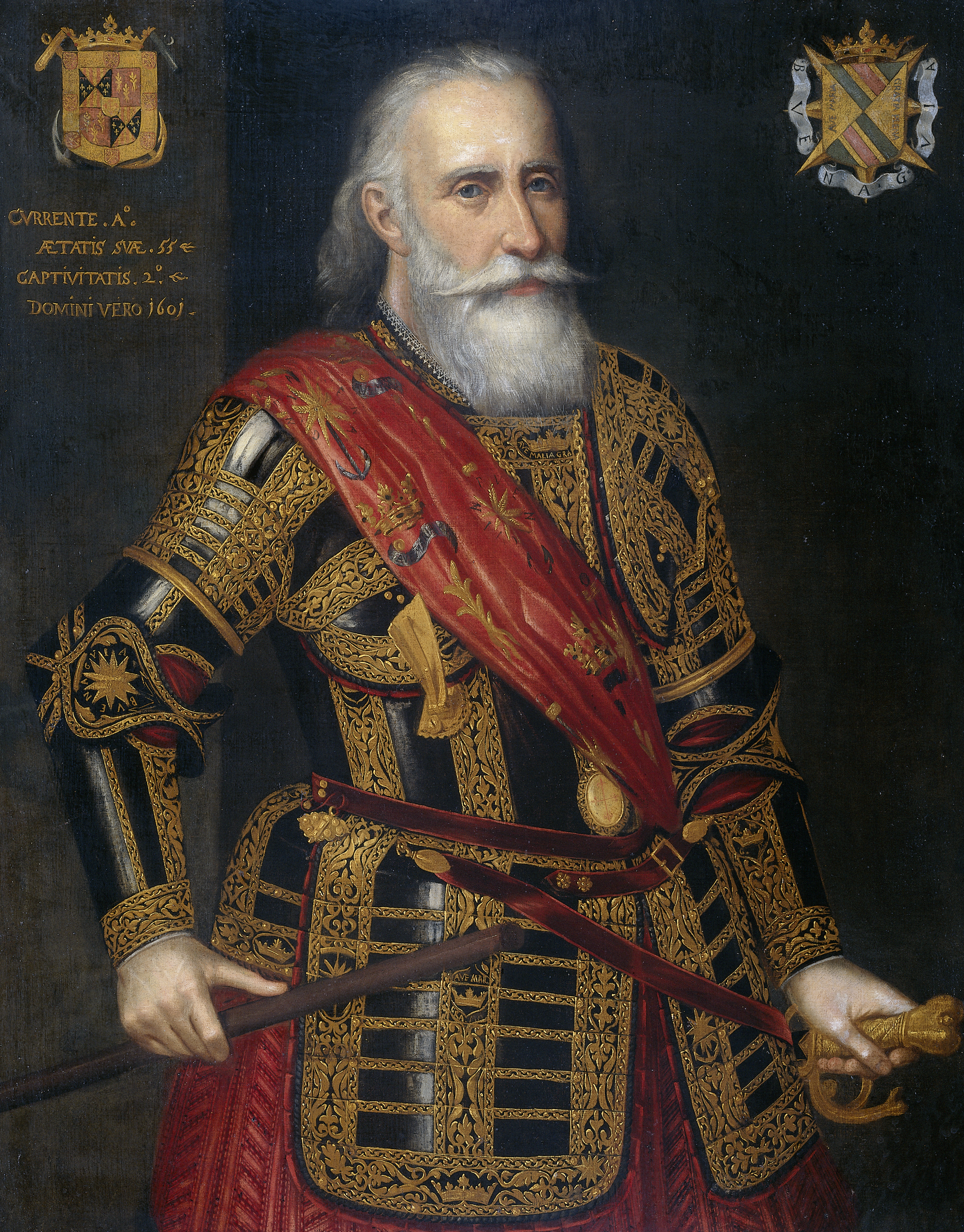
Франсиско Лопес де Мендоса, адмирал Арагона и маркиз Гвадалест, позже епископ Сигуэнсы, четвертый сын III маркиза Мондехара.

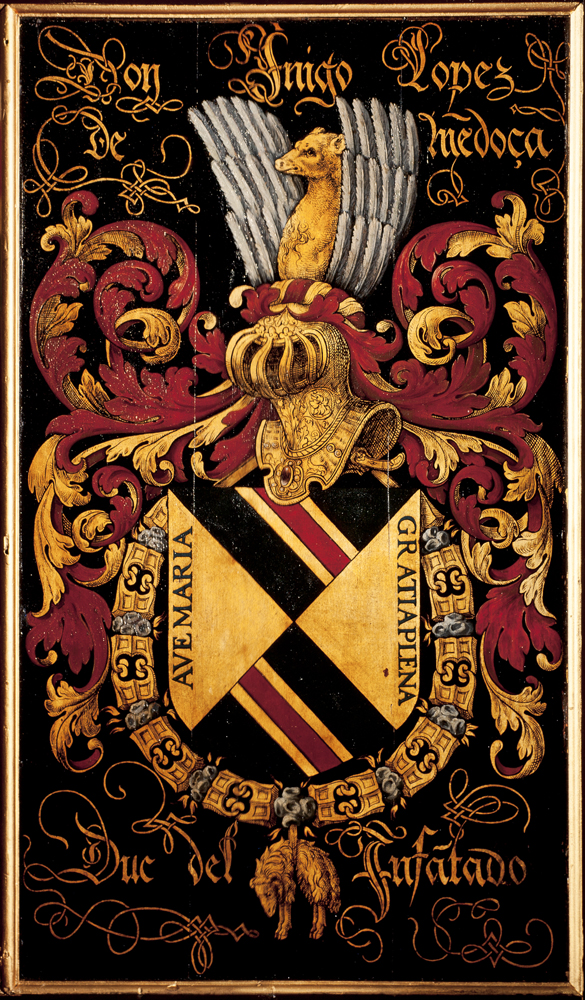
Иньиго Лопес де Мендоса (1493—1566), IV герцог Инфантадо и глава линии Мендосы,

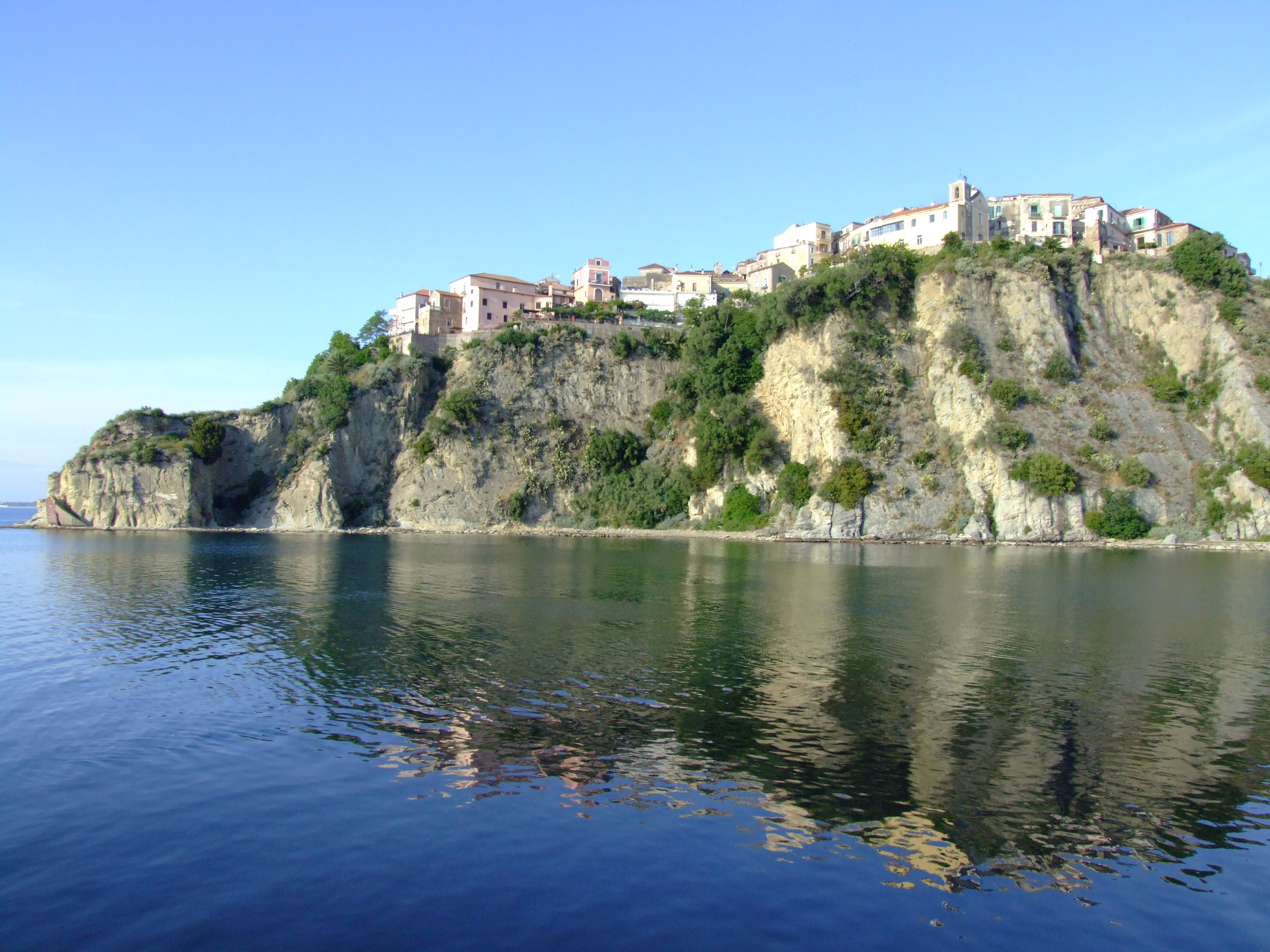
Салернитанский город Агрополи возвышается над Тирренским морем с высокого мыса.

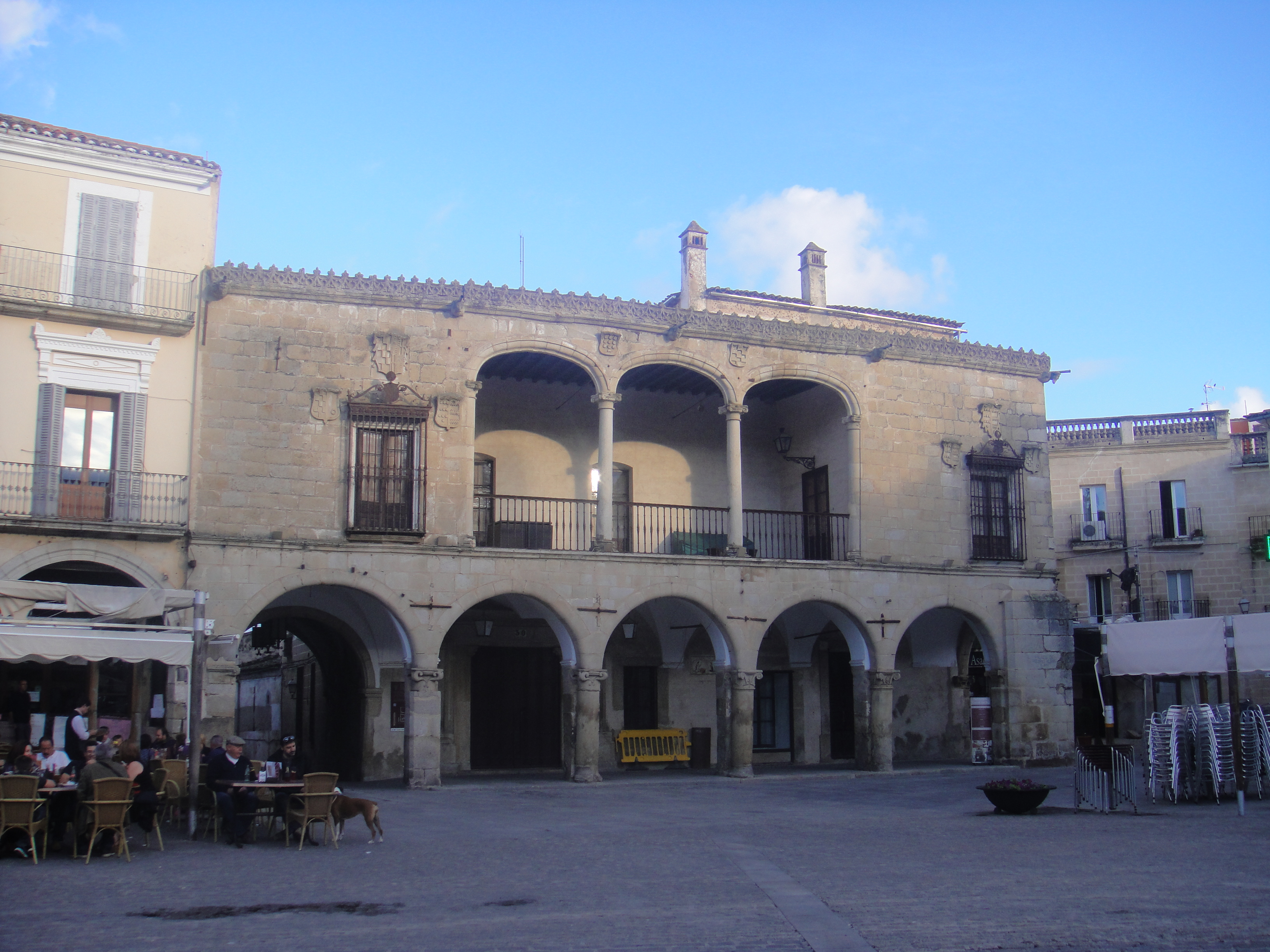
Дворец маркизов Пьедрас-Альбас на площади Пласа-Майор в Трухильо.

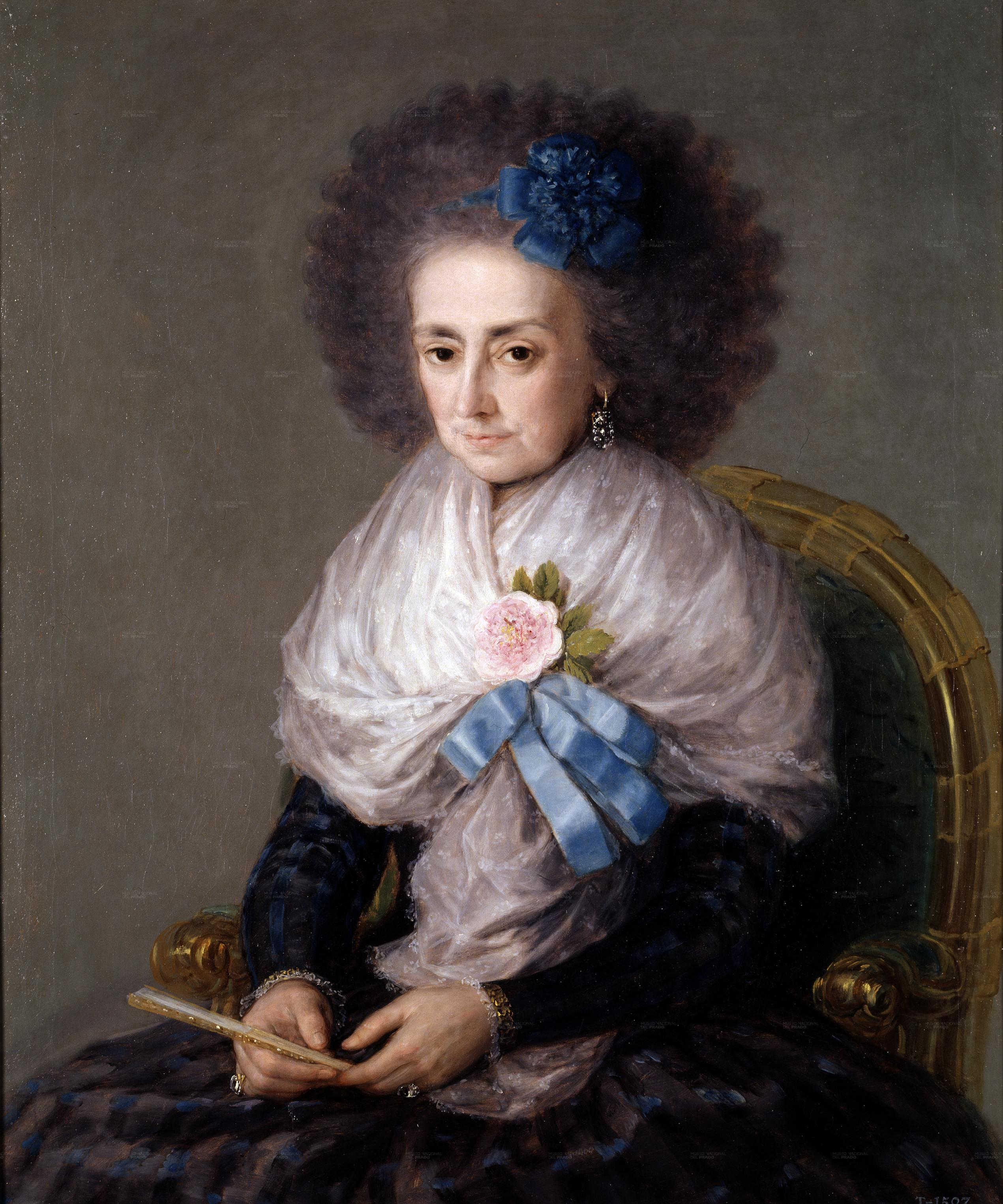
Мария Антония Гонзага-и-Караччоло, овдовевшая маркиза Вильяафранка, дочь герцогов I Сольферино, изображаемая Гойей (Музей Прадо). Она была второй женой Антонио Альвареса де Толедо-и-Озорио, 10-го маркиза Вильяфранка

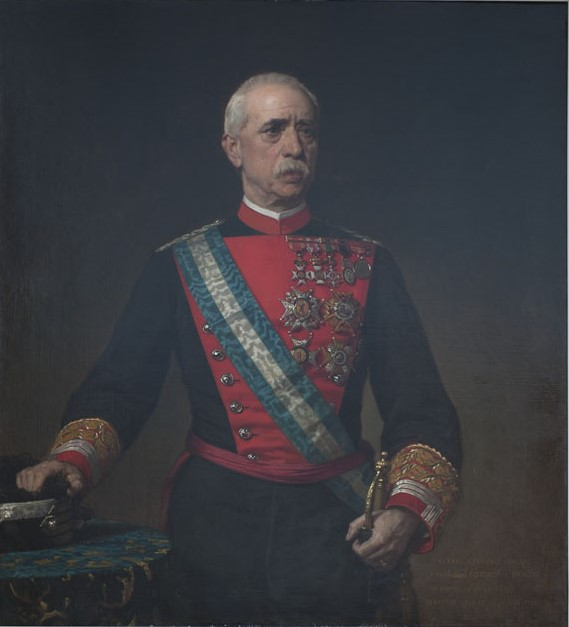
Фельдмаршал Фернандо Котонер-и-Чакон, 1-й маркиз де Ла-Сения и 5-й маркиз де Ариани, гранд Испании, губернатор Пуэрто-Рико, военный министр, директор гражданской гвардии, рыцарь Калатравы и Большой крест Карлоса III.

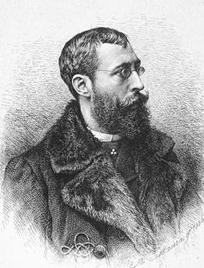
Хосе Котонер-и-Альендесалазар (1848—1927), консервативный политик из Пальма-де-Майорка

• Иньиго Лопес де Мендоса (1419—1479), 1-й граф Тендилья с 1465 года, сеньор вилл Уэте, Тендилья и Лоранка-де-Тахунья, рыцарь Ордена Сантьяго, генерал-капитан границы Гранады и других королевств Андалусии.
Он был сыном Иньиго Лопеса де Мендосы, 1-го маркиза Сантильяна и 1-го графа Реал де Мансанарес, сеньора Ита и Буитраго, и Каталины Суарес де Фигероа, его жены, которая была сестрой 1-го лорда Фериа. Внук адмирала Кастилии Диего Уртадо де Мендосы и Леонор Лассо де ла Вега, его второй жены, сеньоры дома Ла Вега в Астуриас-де-Сантильяна и города Каррион-де-лос-Кондес в Тьерра-де-Кампос, и матери Лоренсо I Суареса де Фигероа, сеньора Монтурке, магистра Ордена Сантьяго, и Мария де Ороско, его второй жены, сеньоры Эскамилья и Санта-Олалья.
Он женился на Эльвире де Киньонес, которая, как было сказано, принесла часть юрисдикции Мондехара в качестве приданого и была сестрой Суэро де Киньонес эль-дель-Пасо Онросо. Дочь Диего Фернандеса де Киньонеса, одного из удачливых сеньоров Луны и старшего мерино Астурии, и Марии де Толедо-и-Аяла, его жены; внучка Диего Фернандеса Виджила де Аллера, сеньора Лильо и торре де Виджил в Астурии, и Леонор Суарес де Киньонес, сеньоры Луны, и мать Фернандо Альварес де Толедо-и-Менесес, 2-го сеньора Вальдекорнеха, и Леонор Лопес де Айяла, сеньоры Торрехон-де-Веласко. У супругов было шестеро детей, среди них- Иньиго Лопес де Мендоса-и-Киньонес, старший сын и преемник отца
1-й граф Тендилья основал майорат с королевского разрешения, которое католические короли предоставили ему в Гвадалахаре 30 июля 1478 года.
В 1479 году его сын стал владельцем майората графства Тендилья.
• Иньиго Лопес де Мендоса-и-Киньонес, Гран Тендилья (1440—1515), 1-й маркиз Мондехар и 2-й граф Тендилья, наследственный смотритель Альгамбры в Гранаде, капитан-генерал этого королевства, комендадор Сокуэльямосом в Ордене Сантьяго. Он командовал кастильскими войсками, осадившими Лоху, участвовал во взятии Гранады и был послом католических монархов при папе римском Иннокентии VIII.
Он женился дважды: сначала на Марине Лассо де ла Вега-и-Мендоса (ок. 1445—1477), своей двоюродной сестре, которая принесла половину города Мондехар в качестве приданого и не оставила детей. Она была дочерью Педро Лассо де Мендосы, сеньора Вальермосо де Тахунья, и Инес Каррильо, его первой жены, сеньоры Мондехар; Также внучка первых маркизов Сантильяна и мать Хуана Каррильо де Толедо, сеньора Мондехара, и Марии де Сандоваль. Овдовев после первого брака, Иньиго повторно женился на Франсиске Пачеко, дочери Хуана Пачеко, 1-го маркиза Вильена, 1-го герцога Эскалоны, магистра Сантьяго, и Марии Портокарреро, его второй жены, 7-й сеньоры де Могер. От второго у него было семеро детей (Луис Уртадо де Мендоса и Пачеко, Мария де Мендоса, Диего Уртадо де Мендоса, Антонио де Мендоса-и-Пачеко, Франсиско де Мендоса-и-Пачеко, Мария Пачеко-и-Мендоса, Бернардино де Мендоса). Также у маркиза де Мондехара была внебрачная дочь от дворянки Леонор Бельтран, Мария де Мендоса.
В связи со смертью 1-го маркиза в 1515 году ему наследовал его старший сын:
• Луис Уртадо де Мендоса-и-Пачеко (1489—1566), 2-й маркиз Мондехар и 3-й граф Тендилья, пожизненный губернатор Альгамбры и генерал-капитан четырех королевств Андалусии. В 1520 году он был первым кастильским магнатом, выступившим со своими войсками против восставших комунерос, которых он победил при Базе и Уэскаре. В 1526 году он преподнес большие подарки императорам Карлосу и Изабелле по случаю их свадьбы в Севилье и их путешествия по Андалусии. С тех пор он пользовался большим уважением у монарха, который высоко ценил его советы. Он служил в Тунисской экспедиции, где получил удар копьем в бок. Он был вице-королем Наварры и президентом Советов Индии и Кастилии.
Он женился на Каталине де Мендоса, сестре своего шурина графа Монтеагудо, дочери Педро Гонсалеса де Мендосы, 1-го графа Монтеагудо, 6-го сеньораАльмасана, и Изабель де Суньига-и-Авельянеда, его первой жены, из графов Миранды и сеньоров Авельянеды. У них было 15 детей, среди них — Иньиго Лопес де Мендоса, старший сын и преемник отца.
В 1566 году ему наследовал его старший сын.
• Иньиго Лопес де Мендоса-и-Мендоса (1512—1580), 3-й маркиз Мондехар и 4-й граф Тендилья. В октябре 1525 года, будучи генерал-капитаном Андалусии, он был главным героем безуспешной попытки вернуть Пеньон-де-Велес. Он был наместником Валенсии (1572—1575) и Неаполя (1575—1579).
Он женился на Марии де Мендоса, дочери Иньиго Лопеса де Мендосы, 4-го герцога дель Инфантадо и 5-го маркиза Сантильяна, и Изабель де Арагон и Португалии, внучке Диего Уртадо де Мендоса де ла Вега-и-Луна, 3-го герцога дель Инфатадо, и Марии Пиментель-и-Пачеко, из графов-герцогов Бенавенте, и матери Энрике де Арагон, эль Инфанта Фортуна, графа Ампуриас и 1-го герцога Сегорбе (внук короля Фердинанда I Арагонского), и Гиомар Португальского, дочери графа Фаро. У них было двенадцать детей, среди них — Луис Уртадо де Мендоса, старший сын и преемник отца.
В 1580 году после смерти 3-го маркиза де Мондехара ему наследовал его старший сын:
• Луис Уртадо де Мендоса (1543—1604), 4-й маркиз Мондехар и 5-й граф Тендилья, сеньор «провинции» Альмогера и городов Меко, Вальермосо, Ангикс, Арансуэке и Фуэнтеновилья, губернатор Альгамбры и генерал-капитан Королевства Гранада. Был женат дважды: сначала на Каталине де Мендоса, своей тете, вдове без детей и наследнице Франсиско де Мендоса эль-Индио, сеньора Эстремеры, дочери генерала Бернардино де Мендосы, смотрителя Ла-Голета, вице-короля Неаполя, главного бухгалтера Кастилии, государственного и военного советникп, генерал-капитан галер Испании, и Эльвиры Каррильо де Кордова, гувернантки инфант Изабеллы Клары и Каталины Микаэлы. Эта дама и ее первый муж уже были указаны выше как внуки 1-го маркиза Мондехара. Второй брак он заключил около 1570 года с Беатрис де Кордова, от которой у него не было детей, дочери Фернандо Фольч де Кардона Англесола-и-де-Рекесенс, 2-го герцога Сома, 2-го графа Оливето и 5-го графа Паламос, 6-го барона Беллпуига и т. д., и Беатрис де Кордова или Фигероа, дочери графы Кабра и герцоги Сесса. От первого брака у него был единственный сын и непосредственный преемник.
- Иньиго Лопес де Мендоса (1568—1592), 6-й граф Тендилья, согласившись жениться на Ане де Сильва, дочери Руя Гомеса де Сильвы, 1-го герцога де Пастрана (ранее де Эстремера), принца Эболи, сомелье корпуса короля Филиппа II, и Аны де Мендоса-и-де-ла-Серда, 2-й герцогини Франкавилья и маркиза Альхесилья, 2-й принцессы и 3-й графини Мелито.

4-му маркизу де Мондехар наследовал его племянник (сын его брата Иньиго Лопес эль Катедратико).
• Иньиго Лопес де Мендоса (ок. 1580—1647), 5-й маркиз Мондехар и 7-й граф Тендилья, посол Филиппа II. У не го было двое детей (Иньиго Лопес де Мендоса-и-Варгас, 6-й маркиз де Мондехар, и Мария Лопес де Мендоса, 7-я маркиза де Мондехар).
• Иньиго Лопес де Мендоса-и-Варгас (+ 1656), 6-й маркиз Мондехар и 8-й граф Тендилья. Ему наследовала его сестра.
• Мария Лопес де Мендоса-и-Варгас (+ 1662), 7-я маркиза Мондехар и 9-я графиня Тендилья. В 1662 году ей наследовала его родственница, правнучка 3-го маркиза Мондехара, дочь маркиза II Агрополи:
• Франсиска Хуана де Мендоса-и-Кордова (ок. 1640—1679), 8-я маркиза де Мондехар и 3-я маркиза де Агрополи, 10-я графиня Тендилья. Ей наследовала в 1679 году её сестра.
• Мария Грегория де Мендоса (1633—1712), 9-я маркиза де Мондехар и 4-я маркиза де Агрополи, 11-я графиня Тендилья, замужем за Гаспаром Ибаньесом де Сеговия-и-Перальта (1628—1708), рыцарем Алькантары, управляющим Монетным двором Сеговии. Этот кабальеро был известным историком, автором «Истории дома Мондехар». Он умер на своей вилле в Мондехаре во время войны за испанское наследство, в которой равнодушно поддерживал австрийскую сторону. Он был старшим братом Луиса, 1-го маркиза Корпа, и Франсиско Ибаньес де Перальта, губернатора королевства Чили и сыном Матео Ибаньеса де Сеговии, сеньора Корпа, Калатраво, казначея Филиппа IV и главного бухгалтера казначейства, и Эльвиры де Перальта-и-Карденас. У супругов было трое сыновей (Хосе де Мендоса Ибаньес де Сеговия-и-Мендоса, Нуньо Ибаньес де Сеговия-и-Мендоса и Хосе Феликс Ибаньес де Сеговия-и-Мендоса). В 1712 году ей наследовал их старший сын:
• Хосе де Мендоса Ибаньес де Сеговия (1657—1734), 10-й маркиз де Мондехар и 5-й маркиз де Агрополи, 12-й граф Тендилья, грант Испании 1-го класса (этот титул пожалован ему в 1724 году Фелипе V). В 1687 году он женился на Марии Виктории де Веласко-и-Карвахаль, сестре 10-го графа Аро и дочери 4-го маркиза Ходара и внучке 6-го герцога Фриаса. У супругов в браке было трое детей (Николас Луис де Мендоса Ибаньес де Сеговия-и-Веласко, Маркос Игнасио де Мендоса Ибаньес де Сеговия-и-Веласко и Каталина Эулалия де Мендоса Ибаньес де Сеговия-и-Веласко). Ему наследовал в 1734 году его старший сын:
• Николас Луис де Мендоса Ибаньес де Сеговия-и-Веласко (1688—1742), 11-й маркиз Мондехар, 6-й маркиз де Агрополи и 13-й граф Тендилья. Он женился на Себастьяне Руис де Аларкон-и-Пачеко, 6-й маркизе лос Паласиос, 8-й маркизе Кастрофуэрте. В 1742 году ему наследовал его сын:
• Николас Мария Иньиго де Мендоса Ибаньес де Сеговия-и-Аларкон (ок. 1705—1767), 12-й маркиз де Мондехар, 14-й граф Тендилья, 7-й маркиз Агрополи, маркиз де Валермосо, 7-й маркиз де Лос-Паласиос и 9-й маркиз де Кастрофуэрте, гранд Испании. Он женился на Марии Антонии Альварес де Толедо-и-Фернандес де Кордова, дочери маркиза Вильяфранка. Нет потомков. В 1767 году наследовал его дядя (брат отца).
• Маркос Игнасио де Мендоса Ибаньес де Сеговия-и-Веласко (ок. 1695—1779), 13-й маркиз де Мондехар, 15-й граф Тендилья, 8-й маркиз Агрополи и маркиз де Вальермосо де Тахунья, гранд Испании, фельдмаршал, комендадор Монтьель-и-ла-Осса в Ордене Сантьяго. В 1779 году ему наследовала его сестра:
• Каталина Эулалия де Мендоса Ибаньес де Сеговия-и-Веласко (1698 — ок. 1780), 14-я маркиза де Мондехар, 16-я графиня Тендилья, 9-я маркиза Агрополи и маркиза Вальермосо-де-Тахунья, грандесса Испании. Она вышла замуж за Хосе Висенте Беллвиса де Монкада-и-Экзарха, 2-го маркиза Бельгида, 7-го маркиза Вильямайор-де-лас-Иберниас и 5-го маркиза Бенавитес, 9-го графа Вильярдомпардо, 5-го графа Вильямонте, 7-го аделантадо из Новой Галисии, сеньора Апасео в Новой Испании. В 1780 году ей наследовал их сын:
• Паскуаль Бенито Бельвис де Монкада-и-Мендоса (1727—1781), 15-й маркиз Мондехар, 3-й маркиз де Бельгида, 10-й маркиз де Агрополи, 6-й маркиз де Бенавитес, маркиз де Вальермосо де Тахунья и 8-й маркиз де Вильямайор де лас Иберниас, 17-й граф Тендилья, 10-й граф де Вильярдомпардо, 6-й граф де Вильямонте, граф де Саллента, гранд Испании, рыцарь Золотого руна, кавалер Большого креста Карлоса III. Он женился на Флоренсии Писарро Пикколомини де Арагон-и-Эррера, 3-й маркизе Сан-Хуан-де-Пьедрас-Альбас, 8-й маркиз де Адехе и 5-й маркзе де Орельяна-ла-Вьеха, 12-й графине Ла Гомера, грандессе Испании, главной горничной дворца и дворянке Марии Луизы, которая ранее была замужем за своим дядей, 6-й маркизом де Адехе. В 1781 году ему наследовал его сын:
• Хуан де ла Крус Бельвис де Монкада-и-Писарро (1756—1835), 16-й маркиз де Мондехар, 4-й маркиз де Бельгида, 11-й маркиз де Агрополи, 7-й маркиз де Бенавитес, маркиз де Вальермосо де Тахунья и 9-й маркиз де Вильямайор де лас Иберниас, 18-й граф Тендилья, 11-й граф Вильярдомпардо, 7-й граф де Вильямонте, граф де Саллент, гранд Испании, рыцарь большого креста Карлоса III. Он женился на Марии де ла Энкарнасьон Альварес де Толедо-и-Гонзага (р. 1755), которая была родной сестрой Хосе Альварес де Толедо, 15-го герцога Медина-Сидонияи супруги герцогини Альбы. Она была дочерью Антонио Альвареса де Толедо-и-Осорио, 10-го маркиза Вильяфранки, рыцаря Золотого руна, и Марии Антонии Гонзага-и-Караччоло из рода герцогов Сольферино. От этого брака родились двое детей: Антонио Сириако де Монкада-и-Толедо и Мария Антония Каталина Беллвис де Монкада-и-Толедо. В 1835 году ему наследовал его сын:
• Антонио Сириако Бельвис де Монкада-и-Толедо (1775—1842), 27-й маркиз Мондехар, 5-й маркиз Сан-Хуан-де-Пьедрас-Альбас, 5-й маркиз Бельгида, 10-й маркиз Агрополи, 10-й маркиз Вильямайор-де-лас-Иберниас, 19-йX граф Тендилья, гранд Испании. Он женился на Марии де лос Долорес Бените де Палафокс-и-Портокарреро (1782—1864), горничной королевы Изабеллы II, дочери Фелипе де Палафокс-и-Крой д’Авре, маркизе Ариса, и Марии Франсиске де Салес Портокарреро де Гусман и Суньига, 10-й маркизы де ла Альгаба. У них было две дочери.
- - Мария Хосефа Симона Бельвис де Монкада-и-Палафокс (1801—1822), маркиза де Вальермосо де Тахунья и Бельгида? Она вышла замуж за Хосе Альвареса де лас Астуриас-Бохоркес-и-Чакон (1794—1840), второго сына 1-го герцога Гора.
  - Мария де ла Энкарнасьон Беллвис де Монкада-и-Палафокс (род. 1803), 6-я маркиза Сан-Хуан-де-Пьедрас-Альбас, грандесса Испании, вышедшая замуж за Феликса Алькала-Галиано-и-Бермудеса (1804—1862), генерал-лейтенанта королевской армии, генерал-капитана Гранады, Эстремадуры и Старой Кастилии, сына Висенте де Алькала-Гальяно-и-Алькала-Галиано и Марии де лас Мерседес Бермудес Моньино. У них был один сын, Феликс Алькала-Галиано-и-Бельвис де Монкада, подполковник кавалерии, умерший бездетным. В 1842 году ей наследовал её внук, единственный сын её первой дочери:

• Хосе Альварес де лас Астуриас-Бохоркес-и-Бельвис де Монкада (1822—1852), 28-й маркиз де Мондехар, маркиз де Бельгида, 11-й маркиз де Вильямайор-де-лас-Иберниас, 20-й граф Тендилья. Он женился на Марии Луизе Альварес де лас Астуриас-Бохоркес-и-Хиральдес, своей двоюродной сестре (1823—1888), которая в 1854 году снова вышла замуж за Луиса Уртадо де Сальдивар-и-Эредиа, маркиза де Вильявьеха. Она была дочерью Маурисио Николаса Альвареса де Лас Астуриас-Бохоркес-и-Чакон, 2-гоI герцога Гора, 7-го маркиза лос-Трухильос, 5-го графа Торрепальмы и 8-го графа Канильяс-де-лос-Торнерос-де-Энрикес, а также Марии де ла О Хиралдес-и-Каньяс, 6-й графини Лерида и 8-й виконтессы Валория, дамы Ордена Марии Луизы. У супругов было два сына и две дочери:
- - Хосе Альварес де лас Астуриас-Бохоркес-и-Бохоркес (1844—1857), старший сын, которого поэтому называли «графом Тендилья», пережил своего отца на несколько лет, но умер подростком
  - Мария де лос Долорес Альварес де лас Астуриас-Бохоркес-и-Бохоркес, которая унаследовала титул 20-й маркизы Мондехар
  - Мария дель Кармен Альварес де лас Астуриас-Бохоркес-и-Бохоркес, ставшая 21-й маркизой де Мондехар
  - Иньиго Альварес де лас Астуриас-Бохоркес-и-Бохоркес, младший сын и наследник отца.

В 1857 году ему наследовал его младший сын:
• Иньиго Альварес де лас Астуриас-Бохоркес-и-Бохоркес (1851—1883), 19-й маркиз де Мондехар, 7-й маркиз де Бельгида, 21-й граф Тендилья (с 1867 г.). Не оставил потомства. В 1884 году ему наследовала его сестра:
• Мария де лос Долорес Альварес де лас Астуриас-Бохоркес-и-Бохоркес (1847—1900), 20-я маркиза Мондехар, 22-я графиня Тендилья и графиня де Вильярдомпардо (с 1857 года). Она вышла замуж дважды: сначала в 1875 году за Мигеля Карранса-и-дель-Валье (1841—1895), сенатора Королевства, и заключила второй брак в 1896 году с Лоренсо Родригесом де Гальвес-и-Бонилья. Детей в браке не было. В 1902 году ей наследовала её младшая сестра:
• Мария дель Кармен Альварес де лас Астуриас-Бохоркес-и-Бохоркес (1850—1931), 21-я маркиза де Мондехар, графиня Саллент (с 1857 г.) и 23-я графиня де Тендилья (с 1902 года). Она вышла замуж за Хосе Котонера-и-Альендесаласара (1848—1927), консервативного политика из Пальма-де-Майорка и первого секретаря Конгресса депутатов, генерального директора местной администрации. Он был вторым сыном фельдмаршала Фернандо Котонера-и-Чакона, 1-го маркиза Ла-Сения и 5-го маркиза де Ариани, гранда Испании, губернатора Пуэрто-Рико, военного министра, начальника гражданской гвардии, кавалера Ордена Калатравы и Большого креста Карлоса III, и Франсиски Альендесалазар-и-Лойзага из рода графов Монтефуэрте, даме Ордена Марии Луизы.
В 1936 году по соглашению Депутации и Совета грандов ей наследовала её единственная дочь:
• Мария Луиза Котонер-и-Альварес де лас Астуриас-Бохоркес (1879—1948), 22-я маркиза Мондехар, маркиза де Бельгида (с 1913 года), 11-я маркиза Адехе, 9-я маркиза Орельяна-ла-Вьеха и 12-я маркиза Вильямайор-де-лас-Иберниас (все три с 1918 года.), графиня де Вильярдомпардо (с 1913 года), 24-я графиня де Тендилья и графиня де Саллент (оба титула с 1936 года). Она вышла замуж за Хосе Фернандо Котонер-и-де-Вери, своего двоюродного брата (1872—1955), 7-го маркиза Ариани, второго сына Николаса Котонера-и-Альендесалазара, 2-го маркиза Ла-Сения и 6-го маркиза Ариани, и Барбары де Вери-и-Фортуни.
- - Хосе Котонер-и-Котонер (р. 1903),
  - Иньиго Котонер-и-Котонер (1905—1919)
  - Николас Котонер и Котонер, преемник своей матери
  - Барбара Хосефа Котонер и Котонер (р. 1907)
  - Фернандо Котонер-и-Котонер (1908—1996), граф Саллент
  - Луис Котонер-и-Котонер (р. 1910), маркиз Бельгида, женившийся на Марии Долорес Оливес-и-Понсич
  - Мария Хосефа Котонер-и-Котонер (1911—1985), 12-я маркиза Адехе
  - Педро Котонер-и-Котонер (р. 1911), граф Вильярдомпардо, муж Марии дель Кармен Сердо-и-Серра
  - Алонсо Котонер-и-Котонер (1924 — ок.2000), 13-й маркиз Вильямайор-де-лас-Иберниас,
  - Мария дель Кармен Котонер-и-Котонер (р. 1912), 10-я маркиза Орельяна-ла-Вьеха и 5-я герцогиня Амальфи (грандесса Испании), который она получила в 1959 году во исполнение судебного приговора. Она вышла замуж за Педро Сеоане и Диану (1901—1986), и у них были потомки, в которых продолжаются упомянутые услуги.

Ей наследовал её третий сын Николас 9 мая 1952 года.
• Николас Котонер и Котонер (1906—1996), 23-й маркиз де Мондехар и 8-й маркиз де Ариани, 25-й граф Тендилья (1906—1996). Получив юридическое образование, он был лейтенантом во время Гражданской войны в Испании и достиг звания генерала кавалерии после того, как присоединился к этому оружию и учился в Кавалерийской академии Вальядолида. В 1955 году он был назначен на службу к тогдашнему принцу дону Хуану Карлосу в качестве его наставника, учителя верховой езды и тренера для его поступления в Военную академию Сарагосы. В 1964 году генералиссимус Франко назначил его главой Дома Его Королевского Высочества принца Испании, и когда он вступил на престол, он назначил его главой своего Дома 2 декабря 1975 года, и оставался на этой должности до 22 января 1990 года. С этой даты его сменил Сабино Фернандес Кампо. Он служил короне на протяжении всего переходного периода, способствуя подвижным контактам с военачальниками и другими социальными классами, а также с графом Барселонским, отцом короля. Дон Хуан Карлос описал его как «приемного отца» и «верного советника». У него были высокие награды, в том числе « Золотое руно», врученное ему в 1977 году.
Он женился на Марии де ла Тринидад Мартос-и-Забалбуру (1915—1999), 5-й виконтессе Угена, дочери 10-го маркиза Фуэнтеса. Родители:
- Иньиго Альфонсо Котонер-и-Мартос, старший сын и преемник отца
- Марта Котонер-и-Мартос, графиня Коруньи, вышедшая замуж за бизнесмена из Оренсе Валериано Баррейроса Родригеса, брата автомобильного магната Эдуардо Баррейроса
- Николас Котонер-и-Мартос, 9-й маркиз Ариани и 13-й маркиз Адехе. Он женился на Марии дель Кармен Макайя-и-де-Торрес-Соланот, дочери 3-го виконта Торрес-Соланот
- Мария де ла Тринидад Котонер-и-Мартос, графиня Ла-Гомера, вышедшая замуж за Мигеля Корсини Фриз, сына Мигеля Корсини-и-Маркины и Маргариты Фриз.
- Хосе Луис Котонер-и-Мартос, маркиз Бельгида. Он женился на Маргарите Корсини и Фриз, сестре Мигеля, своего зятя.

В 1997 году его сыну удалось унаследовал маркизат.
• Иньиго Альфонсо Котонер-и-Мартос (р. 1943), 24-й и нынешний маркиз Мондехар и 26-й граф Тендилья. Он женился первым браком на Марии дель Кармен Видаль-и-Энсеньят (1947—1988), а вторым браком на Марии Вега-Пеничет Лопес (1952). От первого у него есть дети:
- - Олимпия Котонер-и-Видаль (р. 1969), маркиза Вильямайор-де-лас-Иберниас. Замужем за Альфонсо Диесом де Ривера-и-Эльзабуру, 4-м маркизом Уэтор де Сантильян.
  - Иньиго Котонер-и-Видаль (р. 1971), 27-й граф Тендилья
  - Марина Котонер-и-Видаль (р. 1972), 13-я графиня Саллент
  - Мария дель Кармен Котонер и Видаль (р. 1978).